# Lee Tergesen
Lee Allen Tergesen (nascido em 08 de julho de 1965) é um ator estadunidense conhecido por sua atuação na série Oz da HBO, como Tobias Beecher, e em Generation Kill, representando Evan Wright.

## Início de vida
Tergesen nasceu em Ivoryton, em Connecticut, e se formou no Valley Regional High School na cidade vizinha de Deep River Center, em Connecticut.
Aos 18 anos, mudou-se para Nova York para tentar a carreira de ator. Tergesen se formou na American Musical and Dramatic Academy. Depois, fez um programa de dois anos em Manhattan onde, de 1986 a 1989, trabalhou como garçom no restaurante Empire Diner. "Eu não era um grande garçom, eu era engraçado", disse à Rosie Magazine, em março de 2002. Ele acrescentou: "Esse lugar é como um vórtice para mim". Em 1989 ele conheceu, no Empire Dinner, Tom Fontana (escritor e diretor de Oz), que morava na esquina desse restaurante.[carece de fontes?]

## Carreira
Tergesen começou sua carreira com um papel, em 1991, no programa Acting Sheriff.
Seus créditos no cinema incluem Point Break, Shaft, Monster, The Forgotten, The Texas Chainsaw Massacre: The Beginning, e Wild Iris. Ele fez várias aparições em séries de TV, como: ER, Rescue Me, CSI: Crime Scene Investigation, Criminal Minds, The 4400, House MD, Law & Order e dois spin-offs, Law & Order: Criminal Intent e Law & Order: Special Victims Unit.

## Ligações Externas
- «Sítio oficial»
- Lee Tergesen. no IMDb.
- Lee Tergesen Fan Site
- Lee Tergesen Info: The Annotated and Illustrated Site